# 米津政易
米津 政易（よねきつ まさやす）は、江戸時代後期の大名。出羽国長瀞藩3代藩主。官位は従五位下・相模守。

## 略歴
文政12年（1829年）、庄内藩8代藩主・酒井忠器の十男として誕生した。
嘉永6年（1853年）、先代藩主・米津政懿が死去したため、嘉永7年（1854年）にその養嗣子として跡を継いだ。同年12月に叙任する。
白水川治水工事や開発工事、大崎七郎左衛門を登用しての茶や桑などの栽培による殖産興業奨励などによる民政に尽力した。また、大坂から陶工を招いて上ノ畑焼を興している。万延元年（1860年）5月9日、実弟・政明に家督を譲って隠居した。
明治6年（1873年）9月26日、死去。享年45。

## 系譜
父母
- 酒井忠器（実父）
- 米津政懿（養父）

養子
- 米津政明 ー 実弟